# Verkoudheid
Verkoudheid (ook wel nasofaryngitis, rinofaryngitis, coryza, valling of neusverkoudheid genoemd) is een infectieziekte van de bovenste luchtwegen die zich makkelijk verspreidt en meestal leidt tot een ontsteking in de neus. Tot de symptomen behoren: hoesten, keelpijn, neusverstopping, een loopneus (rinorroe) en koorts. Meestal verdwijnen de symptomen na zeven tot tien dagen. Sommige symptomen kunnen echter tot drie weken aanhouden. Er zijn meer dan tweehonderd virussen die een verkoudheid kunnen veroorzaken. De rinovirussen zijn de belangrijkste verwekkers, soms een coronavirus.
Een acute infectie van de neusholte en neusbijholten, keel of het strottenhoofd (infectie van de bovenste luchtwegen) wordt aangeduid met de delen van het lichaam die het meest zijn getroffen. Verkoudheid is vooral van invloed op de neus, faryngitis op de keel en sinusitis op de neusbijholten. De symptomen worden meer veroorzaakt door een reactie van het afweersysteem op de infectie dan door aantasting van weefsel door de virussen zelf. Handen wassen is de belangrijkste manier om infectie te voorkomen.
Er is geen medicijn tegen verkoudheid, maar de symptomen kunnen wel worden bestreden. Verkoudheid is de meest voorkomende infectieziekte bij mensen. Gemiddeld worden volwassenen twee tot drie keer per jaar verkouden terwijl kinderen gemiddeld zes tot twaalf keer per jaar verkouden worden. Mensen krijgen deze infecties al sinds de vroegste tijden. Mensen kunnen drager zijn van een virus en het doorgeven aan anderen zonder zelf symptomen van een verkoudheid te vertonen.

## Klachten en verschijnselen
De gebruikelijkste symptomen van verkoudheid zijn hoesten, niezen, een loopneus, een verstopte neus en keelpijn. De verstopte neus kan leiden tot een nasaal stemgeluid.
Andere symptomen zijn soms spierpijn (myalgie), vermoeidheid, hoofdpijn en gebrek aan eetlust. Ongeveer 40% van de patiënten heeft keelpijn. Ongeveer 50% van de mensen moet hoesten. In ongeveer de helft van de gevallen is sprake van spierpijn. In sommige gevallen is er een conjunctivitis (rode, jeukende ogen). Koorts is een symptoom dat bij volwassenen niet veel voorkomt, maar gebruikelijk is bij peuters en kleuters. Het hoesten dat wordt veroorzaakt door verkoudheid, is meestal minder ernstig dan hoesten ten gevolge van griep (influenza). Hoesten en koorts zijn bij volwassenen aanwijzingen dat er waarschijnlijk sprake is van griep (influenza). Een aantal virussen dat verkoudheid veroorzaakt, leidt soms niet tot symptomen. De kleur van het slijm dat wordt opgehoest uit de onderste luchtwegen (sputum) kan variëren van kleurloos tot geel of groen. De kleur van het slijm geeft niet aan of de infectie is veroorzaakt door een bacterie of een virus.

### Beloop
De incubatietijd is bijzonder kort, meestal tussen 2 en 5 dagen. Een verkoudheid begint meestal met vermoeidheid, een rillerig gevoel, niezen en hoofdpijn en soms met pijn achter in de keel, voornamelijk bij het slikken en gorgelen. Binnen twee of meer dagen komen daar symptomen bij zoals een loopneus en hoesten. Gewoonlijk zijn de symptomen twee tot drie dagen na het begin van de infectie het ergst. Binnen zeven tot tien dagen verdwijnen de symptomen, hoewel ze soms tot drie weken kunnen aanhouden. Bij kinderen houdt het hoesten in 35% tot 40% van de gevallen langer dan tien dagen aan. 10% van de kinderen met verkoudheid blijft langer dan 25 dagen hoesten. Na een doorgemaakte verkoudheid ontstaat er meestal een jarenlange immuniteit voor dat specifieke virus door serotype specifieke antilichamen, voornamelijk immunoglobuline A (IgA) in de nasale secreties. Er zijn echter honderden verschillende soorten virussen die een verkoudheid kunnen veroorzaken.

## Oorzaak

### Virussen

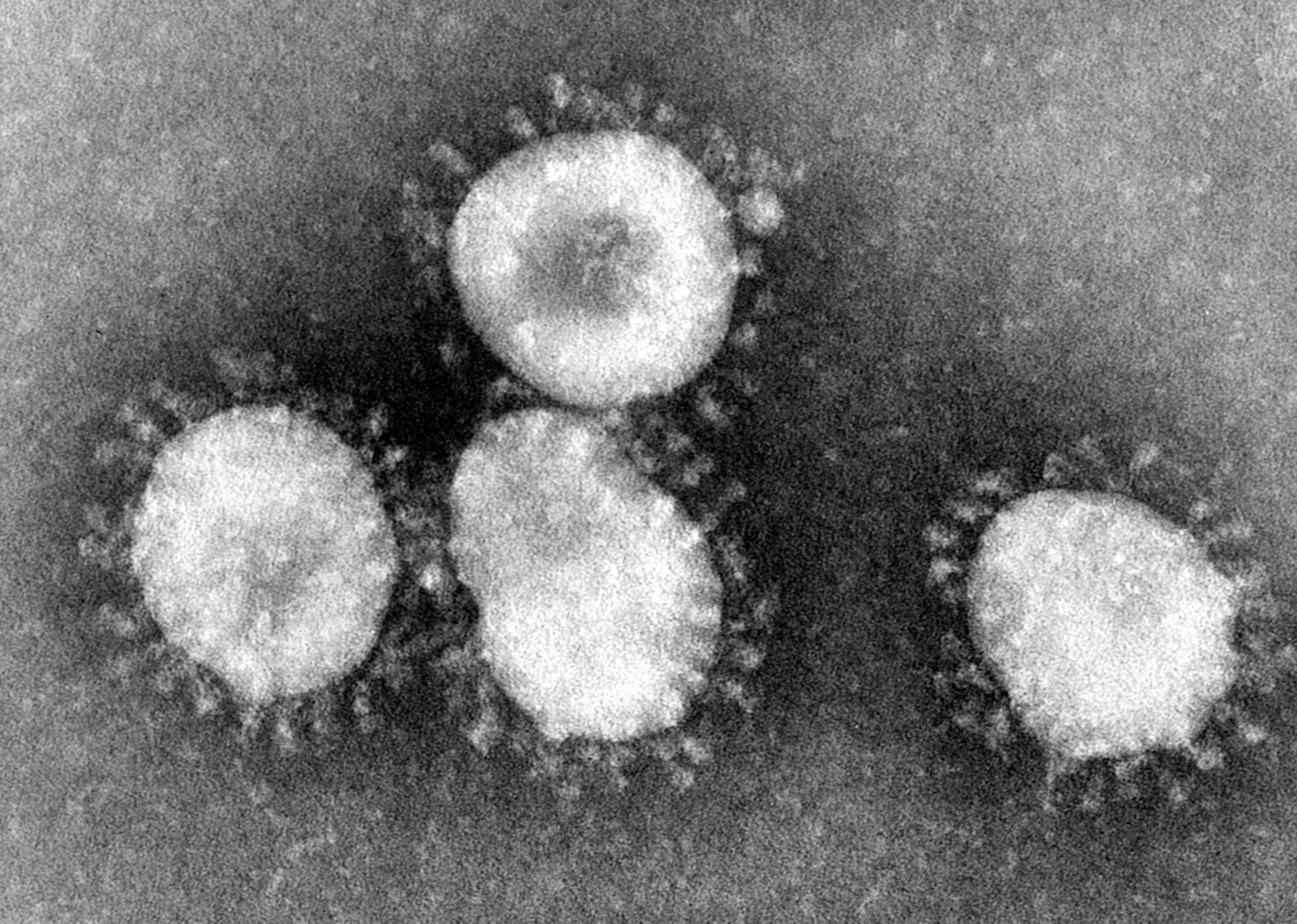
Coronavirussen vormen een bekende groep verwekkers van verkoudheid. Onder een elektronenmicroscoop hebben deze een krans of ringvormige (corona) gedaante.

Verkoudheid is een infectie van de bovenste luchtwegen die zich makkelijk verspreidt. Meestal wordt verkoudheid verwekt door het rinovirus. Dit virus is verantwoordelijk voor 30% tot 80% van alle gevallen. Een rinovirus is een RNA-virus uit de familie van de Picornaviridae. Van deze virusfamilie zijn 99 typen virussen bekend. Verkoudheid kan ook worden verwekt door andere virussen. Het coronavirus veroorzaakt ook gevallen. Griep (influenza) is de oorzaak van 5% tot 15%. Verder kan verkoudheid het gevolg zijn van menselijke para-influenzavirussen, menselijke respiratoir syncytieel virussen, adenovirussen, enterovirussen en metapneumovirussen. Vaak zijn er meerdere virussen aanwezig die de infectie veroorzaken. In totaal worden meer dan tweehonderd virussen in verband gebracht met verkoudheid.

### Overdracht
De twee belangrijkste manieren waarop een verkoudheidvirus wordt overgedragen zijn: 1) inademen of inslikken van druppeltjes in de lucht die het virus bevatten, en 2) contact met geïnfecteerd neusslijm of besmette voorwerpen. Het is niet zeker op welke manier verkoudheid het meest wordt overgedragen. De virussen kunnen lange tijd overleven in de omgeving. Vervolgens kunnen de virussen worden overgedragen van de handen naar de ogen of de neus, waar de infectie plaatsvindt. Mensen die dicht bij elkaar zitten, lijken een groter risico op infectie te hebben. De virussen worden vaak overgedragen in kinderdagverblijven en op school, omdat daar veel kinderen met weinig weerstand onder vaak slechte hygiënische omstandigheden dicht bij elkaar zitten. De infecties worden dan meegenomen naar andere gezinsleden thuis. Er is geen bewijs dat luchtrecirculatie tijdens lijnvluchten een manier van overdracht is. Verkoudheid door het rinovirus is het besmettelijkst gedurende de eerste drie dagen dat de symptomen optreden. Daarna neemt het risico van infectie sterk af.

### Weer
De naam van de ziekte is terug te voeren op de traditionele opvatting dat verkoudheid wordt veroorzaakt door langdurige blootstelling aan guur weer, zoals regen en winterse omstandigheden. De rol van afkoeling als risicofactor voor verkoudheid is onderwerp van discussie. Sommige virussen die verkoudheid veroorzaken, komen meer voor in seizoenen met koud en vochtig weer. Aangenomen wordt dat dit hoofdzakelijk komt doordat mensen dan meer tijd binnenshuis in elkaars nabijheid doorbrengen, waardoor de virussen zich gemakkelijker kunnen verspreiden dan onder zomerse omstandigheden, in het bijzonder kinderen die weer naar school gaan. Maar er kan ook een relatie zijn met veranderingen in de luchtwegen waardoor infecties makkelijker optreden. Bij een lage luchtvochtigheid kan de overdracht toenemen doordat druppeltjes zich in droge lucht makkelijker en verder verspreiden en langer in de lucht blijven. Een hypothese luidt dat kou de bloedvaten in de bovenste luchtwegen vernauwt, waardoor het afweersysteem minder goed werkt.

### Andere oorzaken
Groepsimmuniteit is immuniteit waarbij een hele groep mensen immuun wordt voor een bepaalde infectie. Deze vorm van weerstand ontstaat na eerdere blootstelling aan verkoudheidsvirussen, waardoor het percentage luchtweginfecties onder ouderen lager is dan onder jongeren. Een slechte werking van het immuunsysteem speelt ook een rol bij een verhoogd risico op ziekte. Slaapgebrek en slechte voeding worden eveneens in verband gebracht met een verhoogde kans op infectie na blootstelling aan een rinovirus. Aangenomen wordt dat dit komt door de uitwerking hiervan op het immuunsysteem.

## Pathofysiologie

Verkoudheid is een ziekte van de bovenste luchtwegen.

Men neemt aan dat de symptomen van verkoudheid vooral samenhangen met de immuunrespons op het virus. De werking van deze immuunrespons is specifiek voor het virus. Het rinovirus bijvoorbeeld wordt doorgaans verkregen door direct contact. Het hecht zich op een onbekende manier aan menselijke ICAM-1-receptoren en activeert daarmee de vrijgave van inflammatoire mediatoren. Deze inflammatoire mediatoren leiden vervolgens tot de symptomen. Doorgaans wordt daarbij geen schade toegebracht aan het neusepitheel. Daarentegen vindt contact met het respiratoir syncytieel virus (RSV) plaats door zowel direct contact als druppeltjes die via de lucht worden verspreid. Vervolgens vermenigvuldigt het virus zich in de neus en keel voordat het naar de onderste luchtwegen gaat. RSV beschadigt het epitheel. Het menselijke para-influenzavirus leidt meestal tot ontsteking van de neus, keel en luchtwegen. Als het bij jonge kinderen de trachea aantast, kan het resulteren in pseudokroep, een droge hoest en ademhalingsmoeilijkheden. Dit komt door de kleine afmetingen van de luchtwegen bij kinderen.

## Diagnose
Het onderscheid tussen infecties van de bovenste luchtwegen is losjes gebaseerd op de plaats van de symptomen. Verkoudheid is vooral van invloed op de neus, faryngitis voornamelijk op de keel en bronchitis in de eerste plaats op de longen. Verkoudheid wordt vaak gedefinieerd als een neusontsteking waarbij ook keelontsteking in verschillende mate van ernst kan voorkomen. Zelfdiagnose is gebruikelijk. Er wordt zelden onderzocht om welk virus het in feite gaat. In het algemeen kan het virustype niet worden vastgesteld op basis van symptomen.

## Preventie
De enige effectieve manier om verkoudheid te voorkomen, is fysiek de verspreiding van de virussen tegen te gaan. Dit wordt vooral bereikt met handen wassen. In de gezondheidszorg worden soms ook schorten en wegwerphandschoenen gedragen. Isolatie van geïnfecteerde personen is niet mogelijk, omdat de ziekte zo wijdverbreid is en de symptomen niet specifiek zijn. Vaccinatie is moeilijk omdat er zo veel virussen zijn en ze snel veranderen. Het is onwaarschijnlijk dat er een vaccin kan worden ontwikkeld met een werking die breed genoeg is.
Regelmatig handen wassen verkleint de kans op overdracht van verkoudheidsvirussen. Het is niet duidelijk of het gebruik van antivirale of antibacteriële middelen bij gewoon handenwassen het effect ervan vergroot. Het dragen van mondkapjes in de nabijheid van mensen met een verkoudheid kan mogelijk nuttig zijn. Er is beperkt bewijs dat het aanhouden van een grotere fysieke afstand het risico op blootstelling vermindert. Regelmatige inname van vitamine C-supplementen verkleint het risico of de ernst van de verkoudheid niet. Extra vitamine C inname kan een verkoudheid wel korter doen duren.

## Behandeling

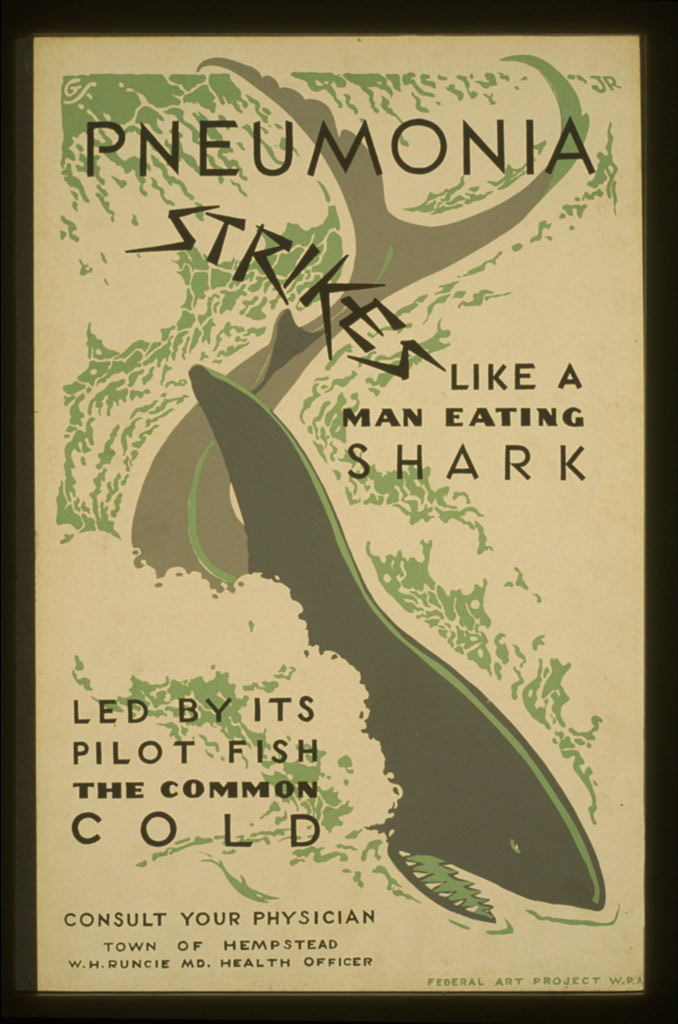
Poster met oproep aan burgers om "De dokter te raadplegen" voor behandeling van verkoudheid

Er zijn geen medicijnen of kruidenmiddelen waarvan is bewezen dat ze de duur van de infectie verkorten. Behandeling bestaat uit verlichting van de symptomen. Hiertoe behoren het nemen van voldoende rust, voldoende drinken om vochttekort te voorkomen en gorgelen met warm zout water. Veel effecten van de behandeling worden overigens toegeschreven aan het placebo-effect.

### Symptoombestrijding
Behandelingen die de symptomen helpen verlichten, omvatten eenvoudige pijnstillers en koortsverlagende geneesmiddelen (antipyretica) zoals ibuprofen en paracetamol. Er is geen bewijs dat medicijnen tegen hoesten effectiever zijn dan gewone pijnbestrijdingsmiddelen (analgetica). Antihoestmiddelen worden ook niet aanbevolen voor kinderen omdat er te weinig bewijs is voor de werkzaamheid en er risico op schade bestaat. In 2009 werd in Canada het gebruik van vrij verkrijgbare medicijnen tegen hoesten en verkoudheid voor kinderen tot zes jaar beperkt vanwege bezorgdheid over de risico's en het niet-bewezen nut. Verkeerd gebruik van dextromethorfan (een vrij verkrijgbaar medicijn tegen hoesten) heeft er in een aantal landen toe geleid dat dit middel verboden werd.
Bij volwassenen kunnen de symptomen van een loopneus worden verminderd met eerstegeneratie-antihistaminica. Eerstegeneratie-antihistaminica gaan echter gepaard met bijwerkingen zoals slaperigheid. Andere decongestiva zoals pseudo-efedrine zijn ook werkzaam bij volwassenen. Een neusspray met ipratropium kan de symptomen van een loopneus bestrijden, maar heeft weinig effect bij een verstopte neus. Tweedegeneratie-antihistaminica lijken niet te werken.
Doordat wetenschappelijk onderzoek hiernaar ontbreekt, is niet bekend of veel drinken de symptomen verlicht of sneller een einde maakt aan de ademhalingsklachten. Er is ook te weinig bekend over het nut van toepassing van verwarmde bevochtigde lucht. Er is één onderzoek waaruit blijkt dat symptomen zoals nachtelijk hoesten, een verstopte neus en slaapproblemen met een verkoudheidsbalsem enigszins te verlichten zijn.

### Antibiotica en antivirale middelen
Antibiotica werken niet bij virusinfecties en dus ook niet bij verkoudheid. Vaak worden toch antibiotica voorgeschreven, ook al veroorzaken de bijwerkingen van antibiotica algemene schade. Er worden vaak antibiotica voorgeschreven omdat men dat van artsen verwacht en artsen mensen willen helpen. Ook worden antibiotica voorgeschreven omdat het moeilijk is infecties uit te sluiten die wel met antibiotica behandeld kunnen worden. Er zijn geen werkzame antivirale medicijnen voor verkoudheid, hoewel uit sommige verkennende onderzoeken enige voordelen zijn gebleken.

### Alternatieve behandelingen
Hoewel er vele alternatieve behandelingen voor verkoudheid zijn, zijn de meeste van deze behandelingen wetenschappelijk onvoldoende onderbouwd. Een studie uit 2010 concludeert dat er onvoldoende bewijs is om honing of neusspoelen aan te bevelen of af te raden. Zinksupplementen kunnen de ernst en duur van symptomen verminderen wanneer ze binnen 24 uur na het begin worden ingenomen. Het effect van vitamine C op verkoudheid is uitgebreid onderzocht, maar valt tegen. Bewijs voor het nut van echinacea is niet eenduidig. De diverse soorten echinaceasupplementen kunnen verschillen wat betreft effectiviteit.

## Prognose
Verkoudheid is meestal niet ernstig en gaat vanzelf over, waarbij de meeste symptomen binnen een week afnemen. Als er al ernstige complicaties optreden, is dat meestal bij mensen die heel oud of heel jong zijn of een verzwakt immuunsysteem hebben. Er kunnen bijkomende bacteriële infecties optreden die leiden tot keel- (faryngitis) of bijholteontsteking (sinusitis) of een oorinfectie. Sinusitis doet zich voor in naar schatting 8% van de gevallen en kan indien onbehandeld chronisch worden en is dan zeer lastig te behandelen, anders dan met een operatie. Oorinfecties treden op in 30% van de gevallen.

## Epidemiologie
Verkoudheid is de meest voorkomende ziekte bij de mens en over de hele wereld hebben mensen ermee te maken. Volwassenen worden doorgaans twee tot vijf keer per jaar geïnfecteerd. Kinderen kunnen zes tot tien keer per jaar verkouden zijn (en scholieren zelfs twaalf keer per jaar). De percentages van infecties met symptomen stijgen met de leeftijd doordat het afweersysteem van ouderen zwakker wordt.

## Geschiedenis
Hoewel de oorzaak van verkoudheid pas in de jaren 50 van de twintigste eeuw is vastgesteld, zijn mensen al sinds de vroegste tijden met de ziekte geconfronteerd. De symptomen en behandeling worden al beschreven in het Egyptische Ebers Papyrus, de oudste bestaande medische tekst die werd geschreven in de 16e eeuw voor Christus. De naam "verkoudheid" kwam in zwang in de 17e eeuw door de overeenkomst tussen de symptomen van de aandoening en symptomen die optreden bij koud weer.
In het Verenigd Koninkrijk werd in 1946 een onderzoeksgroep voor verkoudheid (de Common Cold Unit, CCU) opgericht door de Medical Research Council, die in 1956 het rinovirus ontdekte. In de jaren 70 toonde de CCU aan dat behandeling met interferon tijdens de incubatieperiode van een rinovirusinfectie enige bescherming bood tegen de ziekte. Er werd geen bruikbare behandeling gevonden. De groep werd opgeheven in 1989, twee jaar nadat het onderzoek naar zinkgluconaattabletten voor preventie en behandeling van verkoudheid door het rinovirus was afgerond. Zink was de enige succesvolle behandeling die in de geschiedenis van de CCU werd ontwikkeld.

## Economische gevolgen

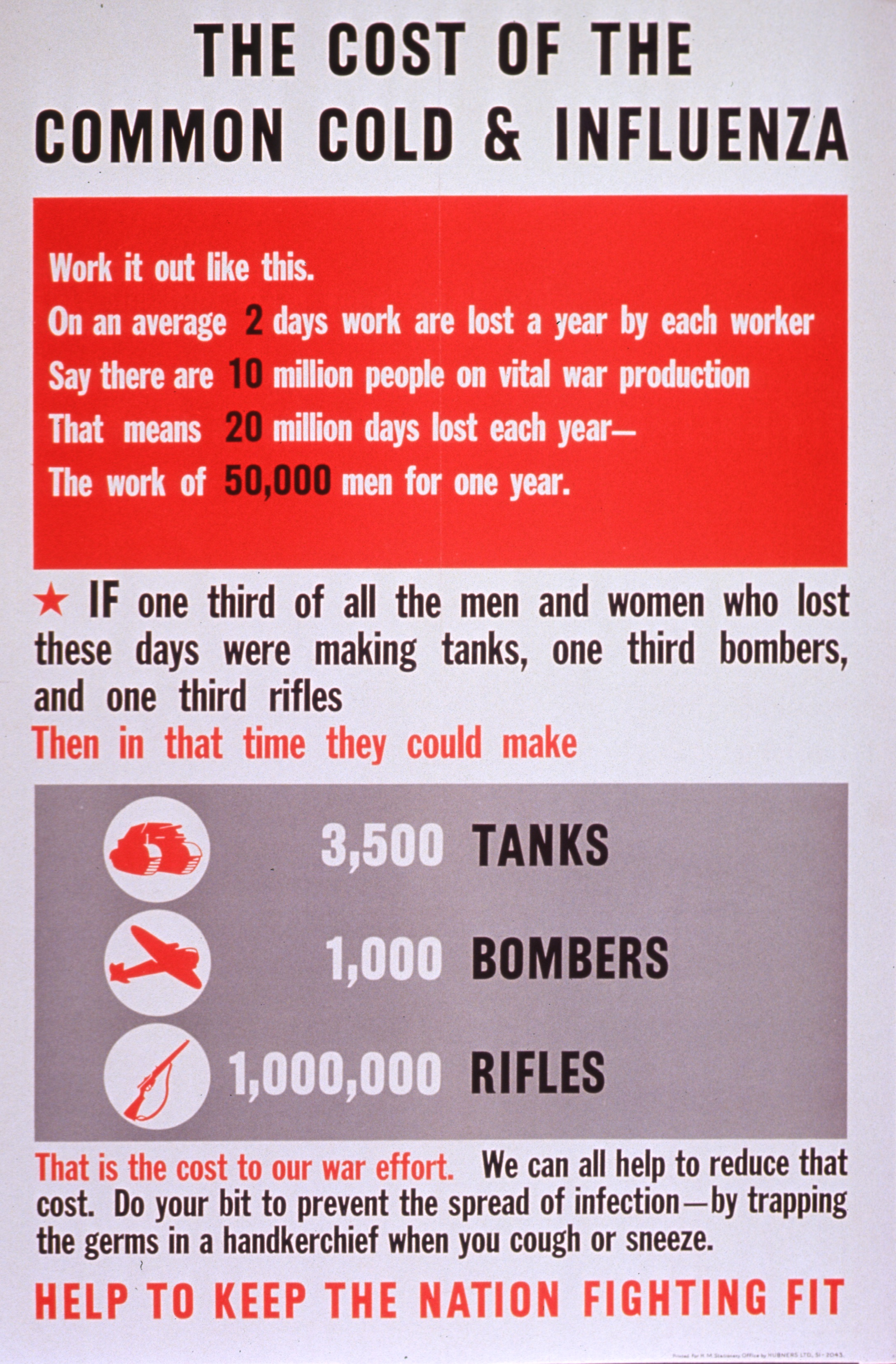
Een Britse poster uit de Tweede Wereldoorlog die wijst op de kosten van verkoudheid

De economische gevolgen van verkoudheid worden in een groot deel van de wereld onderschat. In de Verenigde Staten leidt verkoudheid jaarlijks tot 75 à 100 miljoen doktersbezoeken die volgens een voorzichtige schatting 7,7 miljard dollar per jaar kosten. Amerikanen besteden 2,9 miljard dollar aan vrij verkrijgbare medicijnen. Daarnaast geven Amerikanen voor de verlichting van symptomen nog eens 400 miljoen dollar uit aan medicijnen op recept. Meer dan een derde van de mensen die naar de dokter gaan, krijgt een antibioticum voorgeschreven. Het gebruik van antibiotica heeft gevolgen voor antibioticaresistentie. Naar schatting worden jaarlijks 22 miljoen tot 189 miljoen schooldagen gemist door verkoudheid. Ten gevolge daarvan missen ouders 126 miljoen werkdagen omdat ze thuis moeten blijven om voor hun kinderen te zorgen. Als dit wordt opgeteld bij de 150 miljoen werkdagen die werknemers missen omdat ze verkouden zijn, bedragen de totale economische gevolgen van werkuitval in verband met verkoudheid meer dan 20 miljard dollar per jaar. Dit vertegenwoordigt 40% van de verloren werktijd in de Verenigde Staten.

## Wetenschappelijk onderzoek
Er is een aantal antivirale middelen getest op werkzaamheid bij verkoudheid. Sinds 2009 is er niet één werkzaam gebleken of officieel toegelaten voor gebruik. Er wordt nog onderzoek gedaan naar het antivirale medicijn pleconaril. Het lijkt veelbelovend tegen picornavirussen. Er wordt ook onderzoek gedaan naar BTA-798. Er waren veiligheidsproblemen met de orale vorm van pleconaril en er wordt onderzoek gedaan naar een sprayvariant.
Onderzoekers van de University of Maryland, College Park en de University of Wisconsin–Madison hebben het genoom in kaart gebracht van alle bekende virusstammen die verkoudheid veroorzaken.